# Thomas Howard Lichtenstein
Thomas Howard Lichtenstein (nacido en 1962) es un músico que ha registrado álbumes en solitario y ha contribuido con muchas canciones a videojuegos Bemani. Él a menudo aparece con el nombre de Thomas Howard, pero Lichtenstein es su apellido dado.

## Biografía
Lichtenstein nació en Minnesota. Él se mudó a Los Ángeles en 1980 para asistir a la Grove School of Music. Actualmente vive en Osaka, Japón y habla japonés fluido y el inglés. Su contribución más famosa e importante a la serie de Dance Dance Revolution es la exitosa melodía de Navidad "Silent Hill". También estuvo presente en gran parte en GITADORA y en algunos juegos como contribuciones menores.

## Discografía
- What am I?
- Highs and Lows
- Hey Tommy Rocks!
- Love Songs and Broken Hearts
- Kickin' Back
- Let the World In
- Ocean of Words
- Even More Now (2006)
  - 「Circles」 (de GitarFreaks y DrumMania V3)
- What Am I? (Remastered) (2011)
- Dandylion (2011)
- Dangerous Lies (2013)
- Digital Digits (2013)
- A Better Way By T.H.L. (2013)
- Arise (2015)
- Endless Sky (2015)
- Sunday Shoes (2018)
- Butterfly (2019)
- Decades (2020)
- The Whale (2021)